# Таллассі (Алабама)
Таллассі (англ. Tallassee) — місто (англ. city) в США, в округах Елмор і Таллапуса штату Алабама. Населення — 4763 особи (2020).

## Географія
Таллассі розташоване за координатами 32°32′6″ пн. ш. 85°53′32″ зх. д. / 32.53500° пн. ш. 85.89222° зх. д. (32.535132, -85.892108). За даними Бюро перепису населення США в 2010 році місто мало площу 26,57 км², з яких 25,05 км² — суходіл та 1,52 км² — водойми. В 2017 році площа становила 29,34 км², з яких 27,82 км² — суходіл та 1,53 км² — водойми.

## Демографія
Згідно з переписом 2010 року, у місті мешкало 4819 осіб у 1931 домогосподарстві у складі 1252 родин. Густота населення становила 181 особа/км². Було 2284 помешкання (86/км²).
Расовий склад населення:
| - 72,4 % — білих - 23,4 % — чорних або афроамериканців - 0,6 % — азіатів - 0,4 % — корінних американців - 0,1 % — вихідців з тихоокеанських островів - 1,7 % — осіб інших рас |

До двох чи більше рас належало 1,3 %. Частка іспаномовних становила 3,0 % від усіх жителів.
За віковим діапазоном населення розподілялося таким чином: 25,4 % — особи молодші 18 років, 57,8 % — особи у віці 18—64 років, 16,8 % — особи у віці 65 років та старші. Медіана віку мешканця становила 38,0 року. На 100 осіб жіночої статі у місті припадало 84,1 чоловіків; на 100 жінок у віці від 18 років та старших — 81,7 чоловіків також старших 18 років.
Середній дохід на одне домашнє господарство становив 51 012 долари США (медіана — 38 275), а середній дохід на одну сім'ю — 59 581 долар (медіана — 46 860). Медіана доходів становила 42 596 доларів для чоловіків та 30 378 доларів для жінок. За межею бідності перебувало 17,1 % осіб, у тому числі 18,6 % дітей у віці до 18 років та 11,7 % осіб у віці 65 років та старших.
Цивільне працевлаштоване населення становило 2288 осіб. Основні галузі зайнятості: освіта, охорона здоров'я та соціальна допомога — 29,6 %, виробництво — 21,0 %, мистецтво, розваги та відпочинок — 10,7 %, роздрібна торгівля — 8,4 %.

## Галерея

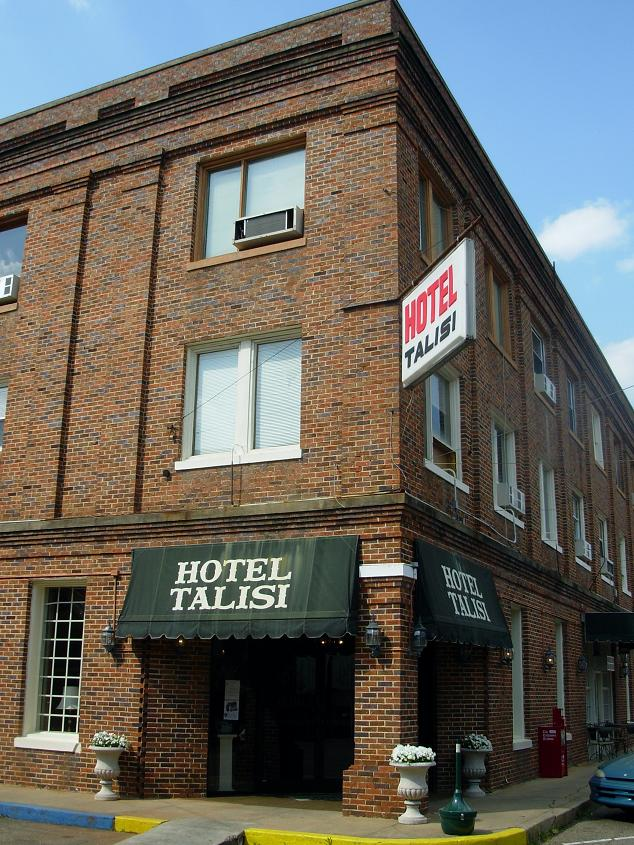
Історичний готель «Талісі»
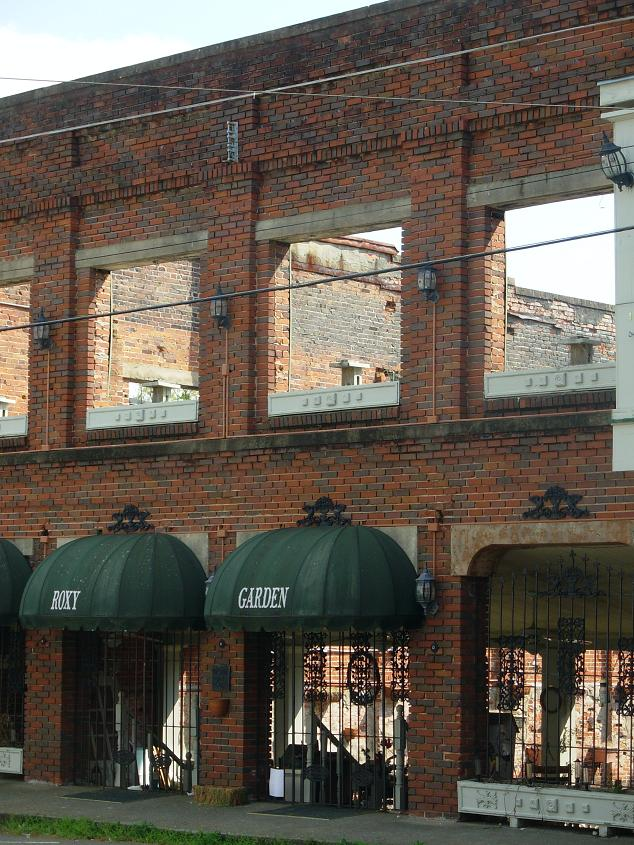
Театр «Роксі», тепер сад «Роксі»
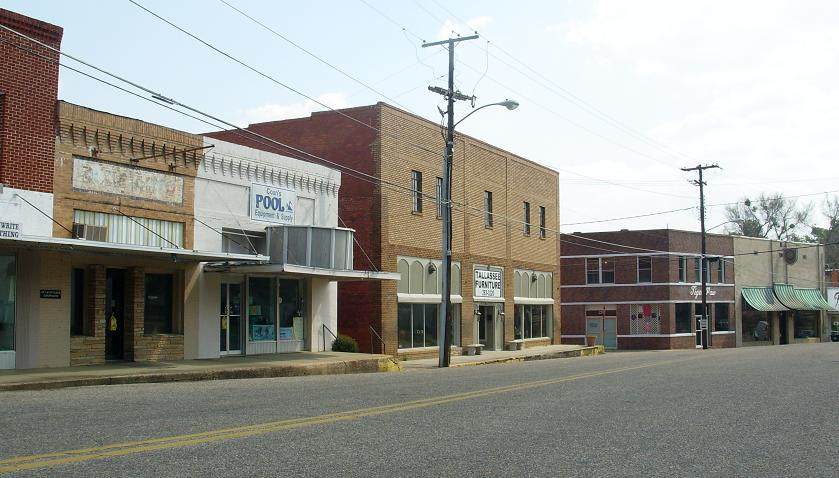
Центр міста (захід)
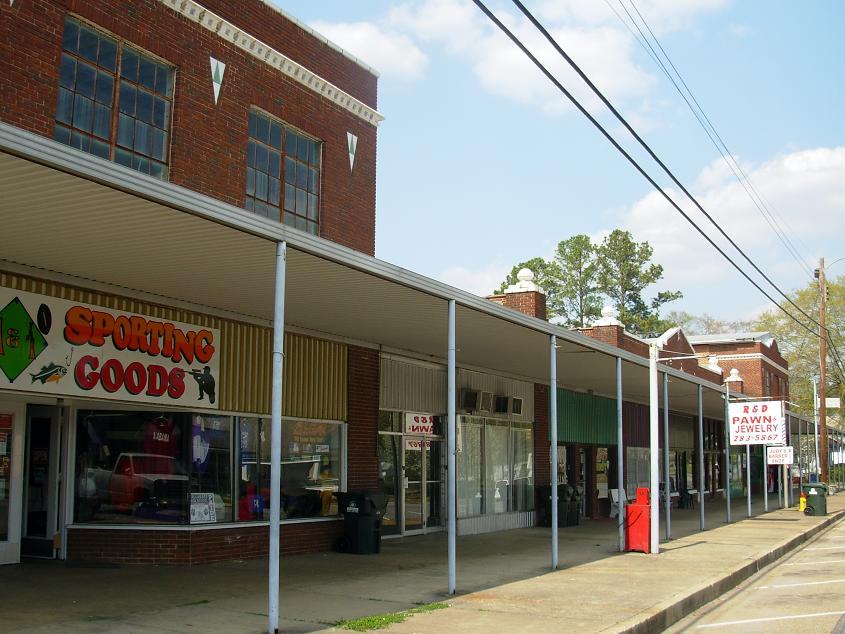
Центр міста (схід)